# Pico Anie
El pico Anie (euskera: Auñamendi; occitano: Ania; francés: Anie), Auñamendi / Ania según su forma oficial, es una montaña de Francia de los Pirineos, de 2507 metros de altitud, situada muy cerca de la frontera con España.
En los parajes del Anía se encuentra el espectacular karst de Larra, en el macizo de Larra-Belagua (Navarra).
Las tres principales vías de acceso a dicho pico son: Belagua y La Pierre Saint-Martin, en Francia, y Lescun, en el departamento francés de los (Pirineos Atlánticos), conocida también como la "vertiente francesa".